# Округ Адамс (Ајова)
Округ Адамс (енгл. Adams County) је округ у америчкој савезној држави Ајова.

## Демографија
По попису из 2010. године број становника је 4.029, што је 453 (-10,1%) становника мање 2000. године.
| Група             | 2000.         | 2010.         |
| Белци             | 4.414 (98,5%) | 3.922 (97,3%) |
| Афроамериканци    | 3 (0,1%)      | 8 (0,2%)      |
| Азијати           | 8 (0,2%)      | 24 (0,6%)     |
| Хиспаноамериканци | 26 (0,6%)     | 37 (0,9%)     |
| Укупно            | 4.482         | 4.029         |